# Consiglio dei Guardiani della Costituzione
Il Consiglio dei Guardiani della Costituzione (in persiano شورای نگهبان قانون اساسی‎, Shorā-ye negahbān-e qānun-e asāsi) è un organismo costituzionale dell'Iran.

## Caratteristiche
È composto da 12 membri, che rimangono in carica per sei anni: 
- 6 teologi nominati dalla Guida suprema dell'Iran (dal 1989 l'ayatollah Ali Khamenei);
- 6 giuristi nominati dal potere giudiziario (dipendente anch'esso dalla Guida Suprema) e approvati dal Majles (Parlamento monocamerale).

I 12 membri non vengono rinnovati tutti insieme: metà dei consiglieri cambiano ogni tre anni.
La principale funzione del Consiglio è quella di vegliare sulla compatibilità delle leggi con la Costituzione e con l'Islam. Quest'ultimo aspetto - compatibilità con l'Islam - è assicurato esclusivamente dai 6 membri religiosi, mentre il primo aspetto è verificato dai 12 membri in modo collegiale.
Riguardo alle elezioni presidenziali, il Consiglio dei Guardiani della Costituzione vaglia la validità delle candidature. Può invalidare il voto popolare.
Nei confronti del Parlamento, il Consiglio dei Guardiani controlla l'entrata in vigore e la conformità delle leggi alla Costituzione.
Tutte le leggi votate dall'Assemblea devono ottenere l'approvazione del Consiglio dei Guardiani. Tuttavia, se quest'ultimo decide per una incompatibilità (con l'Islam o con la Costituzione), non può da se stesso procedere all'annullamento della disposizione.
Il Consiglio dei Guardiani della Costituzione è presieduto da Ahmad Jannati.